# Apkonster på College
Apkonster på College (engelska: The Monkey's Uncle) är en amerikansk långfilm från 1965 i regi av Robert Stevenson, med Tommy Kirk, Annette Funicello, Leon Ames och Arthur O'Connell i rollerna.

## Handling
Midvale College kommer att få en stor donation av den rike Mr. Astorbilt (Arthur O'Connell) om de lyckas bygga en flygmaskin som drivs av människokraft. Lyckas de inte bygga en sådan farkost inom ett visst datum får skolan donationen, annars går den till en rivaliserande skola.
Merlin Jones (Tommy Kirk) bygger ett flygplan som drivs en propeller som man cyklar fram. När han förstår att inte ens hans vänner på amerikanska fotbollslaget kan driva maskinen, utvecklar han ett elixir som ger onaturlig styrka.

## Rollista
| Tommy Kirk         | – Merlin Jones       |
| Annette Funicello  | – Jennifer           |
| Leon Ames          | – Judge Holmsby      |
| Arthur O'Connell   | – Darius Green III   |
| Frank Faylen       | – Mr. Dearborne      |
| Leon Tyler         | – Leon               |
| Norman Grabowski   | – Norman             |
| Cheryl Miller      | – Lisa               |
| Connie Gilchrist   | – Mrs. Gossett       |
| Alan Hewitt        | – Professor Shattuck |
| Gage Clarke        | – College President  |
| Mark Goddard       | – Haywood            |
| Harry Holcombe     | – Regent             |
| Alexander Lockwood | – Regent             |
| Harry Antrim       | – Regent             |

## Produktion
Filmen skrevs av "Tom and Helen August", vilka var pseudonymer för Alfred Lewis Levitt & Helen Levitt, två manusförfattare som tidigare hade svartlistats av Hollywood.

## Mottagande
The New York Times skrev:
| ” | It all falls into bright, colorful and innocuous non sequitur and, in an hour and a half, you are through, mildly diverted and unburdened by message. | „ |